# Katrin Rieke
Katrin Rieke (* 11. Februar 1971) ist eine deutsche Juristin, ehemalige Ministerialdirigentin und Richterin. Seit Oktober 2022 ist sie Präsidentin des Landessozialgerichts Niedersachsen-Bremen,  des Landessozialgerichtes für die Bundesländer Niedersachsen und Bremen.

## Beruflicher Werdegang
Nach dem Abitur machte Rieke zunächst eine Ausbildung zur Sparkassenkauffrau. Anschließend studierte sie Rechtswissenschaften an der Universität Hannover und begann nach den juristischen Staatsexamina im Jahr 2000 ihre Laufbahn in der niedersächsischen Justiz. Von September 2003 bis Februar 2008 war sie Richterin am Landgericht Hannover; in diese Zeit fiel eine Abordnung als wissenschaftliche Mitarbeiterin an den Bundesgerichtshof, wo sie unter anderem in der Präsidialverwaltung tätig war. Anschließend war Katrin Rieke Richterin am Oberlandesgericht Celle (ebenfalls in der Präsidialverwaltung). Von Februar 2015 bis Juli 2017 wirkte sie als Vizepräsidentin des Niedersächsischen Landesjustizprüfungsamtes. Im August 2018 wurde sie zur Vorsitzenden Richterin am Oberlandesgericht Celle ernannt.
Im Mai 2019 wechselte Rieke in das Niedersächsische Justizministerium und leitete als Ministerialdirigentin zunächst die Abteilung I (Personal, Haushalt, Organisation), zuletzt die Abteilung II (Zivilrecht, Öffentliches Recht). Im Oktober 2022 wurde Katrin Rieke als Nachfolgerin von Peter Heine zur Präsidentin des Landessozialgerichts Niedersachsen-Bremen in Celle ernannt. Sie ist damit nach Monika Paulat die zweite Präsidentin des Landessozialgerichts, welches in seiner heutigen Form zum 1. April 2002 durch einen Staatsvertrag zwischen Niedersachsen und Bremen errichtet wurde.

## Privates
Rieke lebt in Lüneburg.